# Joséphine Gabrielle Bonino
Joséphine Gabrielle Bonino (Savillan, 5 septembre 1843 - Savone, 8 février 1906) est une religieuse italienne fondatrice des Sœurs de la Sainte Famille de Savillan, et reconnue bienheureuse par l'Église catholique. Elle est commémorée le 8 février selon le Martyrologe romain.

## Biographie
Giuseppina Gabriela Bonino naît à Savillan le 5 septembre 1843, dans une famille riche et profondément religieuse. Elle fait ses premières études à la maison. Elle retient rapidement les enseignements, aussi bien profane que religieux, et peut ainsi faire sa première communion à sept ans et sa confirmation l'année suivante, chose rare à l'époque ; elle montre aussi une grande dévotion à la Vierge Marie.
En 1855, sa famille déménage à Turin en raison des engagements professionnels de son père qui est médecin. Elle fréquente l'école secondaire des Sœurs de Saint Joseph de Turin. Elle obtient de son directeur spirituel de faire un vœu temporaire de virginité. À 26 ans, elle retourne à Savillan pour assister son père malade et s'occupe en plus des activités de la paroisse, devenant présidente de la section locale des Filles de Marie. Attirée par la spiritualité carmélitaine, elle s'inscrit au Tiers-Ordre carmélite ; elle rejoint également le Tiers-Ordre franciscain l'année suivante.
En 1876, elle est atteinte d'une néoplasie à la colonne vertébrale dont elle guérit ; elle attribue ce rétablissement à la Vierge Marie ; en septembre 1877, elle se rend en action de grâce au sanctuaire de Lourdes avec sa mère, et fait vœu de se consacrer entièrement au service des pauvres. Après le décès de ses parents, elle se retire en 1880 chez les carmélites de Moncalieri puis chez les visitandines de Pignerol. Bien qu'elle ressente le désir d'entrer au couvent, elle décide de fonder une nouvelle famille religieuse vouée au soins des orphelins, des personnes âgées et des malades et à l'instruction des filles ; et prend comme modèle la Sainte Famille de Nazareth.
À 38 ans, elle est élue supérieure, poste qu'elle garde jusqu'à sa mort. Le 8 septembre 1887, fête de la Nativité de Marie, elle obtient l'approbation diocésaine de sa congrégation et, le 6 octobre, avec 11 compagnes, prononce sa profession religieuse sous le nom de Joséphine Gabrielle de Jésus. Dans les années suivantes, elle consacre son énergie et l'héritage de ses parents à la construction de la maison-mère à Savillan, et à la formation des sœurs. Elle fonde 25 communautés ; selon son désir, la 1re est fondée à Lorette pour sa dévotion à la Vierge Marie, elle visitera de nombreuses fois la Sainte Maison de Lorette. Elle meurt le 8 février 1906 à Savone à 62 ans, d'une pneumonie. Son corps est enterré dans le cimetière de Savillan puis déplacé dans la chapelle de la maison-mère le 8 avril 1961. Elle est déclarée vénérable par Jean Paul II et béatifiée par le même pape le 7 mai 1995,.